# Eunephrops bairdii
Eunephrops bairdii és una espècie de crustaci decàpode de la família Nephropidae. És una llagosta endèmica del Mar Carib.
Habita enfront de les costes de Colòmbia i Panamà a profunditats entre 230 m i 360 m. Assoleix una longitud de fins a 20 cm (longitud de la closca de 4-9 cm), però aparentment és massa escassa per a l'explotació comercial.